# Negarotê
I Negarotê (o anche Nambikwara-Negarotê) sono un gruppo etnico del Brasile prossimo all'estinzione che ha una popolazione stimata in circa 40 individui. Parlano la lingua Nambikuara, Northern (codice ISO 639: MBG) e sono principalmente di fede animista.
Vivono nello stato brasiliano del Mato Grosso. Sono correlati al gruppo dei Nambikwara.